# Zentrum für Bürgerbildung und Menschenrechte
Das Zentrum für Bürgerbildung und Menschenrechte (russisch Центр гражданского образования и прав человека Zentr graschdanskowo obrasowanija i praw tscheloweka) ist eine Nichtregierungsorganisation in Perm in Russland, die sich für die Bildung der Bürger über ihre Rechte engagiert.

## Tätigkeit
Das Zentrum führt Seminare und Trainings durch, in denen die Teilnehmer befähigt werden sollen, ihre staatsbürgerlichen Rechte kennenzulernen und durchzusetzen. Die Veranstaltungen richten sich vor allem an Studenten der Pädagogischen Universität Perm, an Lehrer und Aktivisten gesellschaftlicher Organisationen. Es werden Wettbewerbe für Schüler und Lehrer ausgeschrieben.
Das Zentrum setzt sich auch für die Rechte von Einwanderern ein.
Vorsitzender ist Dr. Andrei Suslow.

## Geschichte
Das Zentrum wurde 2003 gegründet, unterstützt vom polnischen Helsinki-Komitee für Menschenrechte in Warschau.
Am 14. März 2016 wurde es beim Justizministerium als „Organisation in der Funktion eines ausländischen Agenten“ registriert.